# Alchemilla
- Commons
- Wikispecies

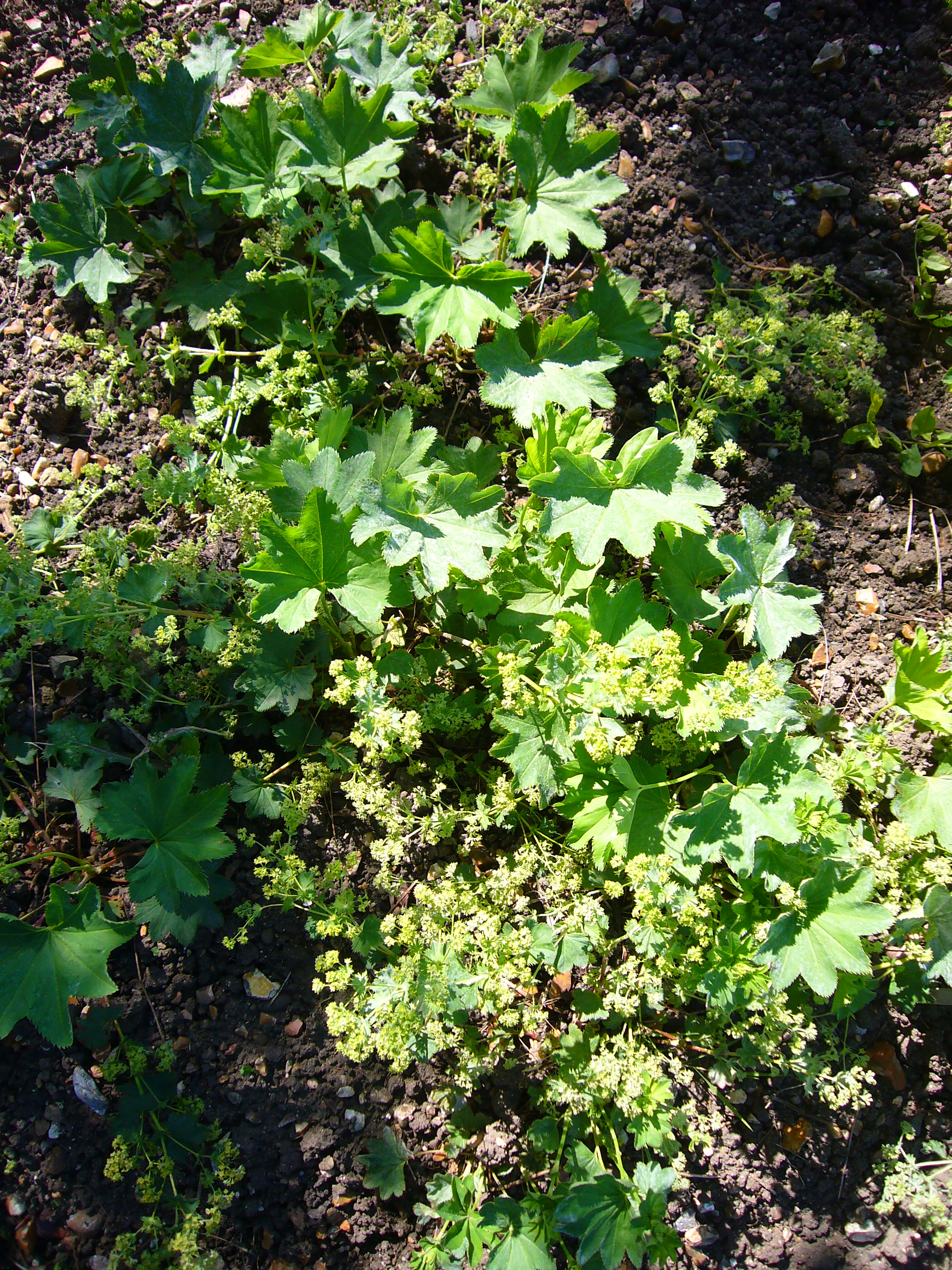
Alchemilla glabra

Alchemilla é um género botânico pertencente à família Rosaceae.

## Sinonímia
- Lachemilla (Focke) Rydb.
- Zygalchemilla Rydb.
- Alchimilla Mill.
- Aphanes L. (incerta)

## Espécies
- Alchemilla acutidens
- Alchemilla alpigena
- Alchemilla alpina
- Alchemilla amphisericea
- Alchemilla cinerea
- Alchemilla colorata
- Alchemilla conjuncta
- Alchemilla connivens
- Alchemilla coriacea
- Alchemilla crinita
- Alchemilla decumbens
- Alchemilla demissa
- Alchemilla effusa
- Alchemilla exigua
- Alchemilla fallax
- Alchemilla filicaulis
- Alchemilla fissa
- Alchemilla flabellata
- Alchemilla flexicaulis
- Alchemilla fulgens
- Alchemilla glabra
- Alchemilla glaucescens
- Alchemilla glomerulans
- Alchemilla grossidens
- Alchemilla heteropoda
- Alchemilla impexa
- Alchemilla incisa
- Alchemilla inconcinna
- Alchemilla lapeyrousii
- Alchemilla lineata
- Alchemilla longana
- Alchemilla micans
- Alchemilla monticola
- Alchemilla obtusa
- Alchemilla pallens
- Alchemilla pentaphyllea
- Alchemilla plicata
- Alchemilla reniformis
- Alchemilla rhododendrophila
- Alchemilla saxatilis
- Alchemilla schmidelyana
- Alchemilla sinuata
- Alchemilla splendens
- Alchemilla straminea
- Alchemilla strigulosa
- Alchemilla subcrenata
- Alchemilla subsericea
- Alchemilla tenuis
- Alchemilla transiens
- Alchemilla trunciloba
- Alchemilla undulata
- Alchemilla versipila
- Alchemilla vetteri
- Alchemilla vulgaris
- Alchemilla xanthochlora

- Lista completa

## Classificação do gênero
| Sistema | Classificação                      | Referência               |
| ------- | ---------------------------------- | ------------------------ |
| Linné   | Classe Tetrandria, ordem Monogynia | Species plantarum (1753) |